# Buemba filipes
Buemba filipes is een hooiwagen uit de familie Assamiidae. De wetenschappelijke naam van Buemba filipes gaat terug op Roewer.